# Untomia acicularis
Untomia acicularis är en fjärilsart som beskrevs av Edward Meyrick 1918. Untomia acicularis ingår i släktet Untomia och familjen stävmalar. Inga underarter finns listade i Catalogue of Life.